# Episema lutea
Episema lutea là một loài bướm đêm trong họ Noctuidae.